# Diaethria cornelia
Diaethria cornelia är en fjärilsart som beskrevs av Herrich-Schäffer 1853. Diaethria cornelia ingår i släktet Diaethria och familjen praktfjärilar. Inga underarter finns listade i Catalogue of Life.